# Chabria nigripennis
Chabria nigripennis es un coleóptero de la familia Chrysomelidae.
Fue descrita científicamente en 1993 por Medvédev.